# Statue équestre de Joseph Ier
 (octobre 2024).
Si vous disposez d'ouvrages ou d'articles de référence ou si vous connaissez des sites web de qualité traitant du thème abordé ici, merci de compléter l'article en donnant les références utiles à sa vérifiabilité et en les liant à la section « Notes et références ».
La statue équestre de Joseph Ier est une statue équestre en bronze située sur la Praça do Comércio à Lisbonne. Elle est conçue par le sculpteur Joaquim Machado de Castro commémorant le roi Joseph Ier dit « Le Réformateur ». Elle est la première statue équestre créée au Portugal et aussi le premier monument sculptural sur la voie publique dédié à une personne vivante. C'était aussi la première statue de cette taille à être coulée dans un seul jet, au Portugal mais aussi dans le monde.

## Historique
La statue est le résultat du projet de reconstruction de Lisbonne, après le tremblement de terre de 1755, la conception de la nouvelle Praça do Comércio qui devait alors se situer sur les ruines de la cour du Paço da Ribeira a été réalisée par l'architecte Eugénio dos Santos. Au cœur de la place devait se tenir un monument en hommage au roi Joseph Ier, les fondations du piédestal de la statue furent immédiatement construites, cependant la mort d'Eugénio dos Santos en 1760 stoppa les travaux. La finalisation de la statue royale fut confiée à Joaquim Machado de Castro, qui conçut la statue sur la base des premières études d'Eugénio dos Santos.

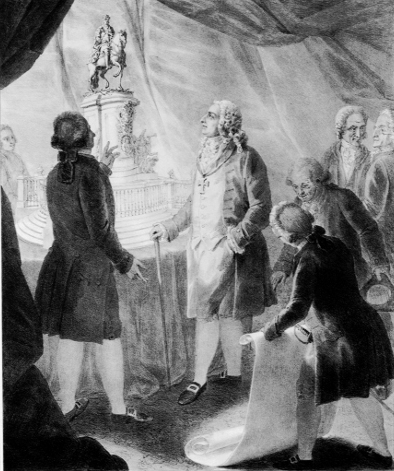
Machado de Castro montre au marquis de Pombal le modèle de la statue équestre du roi Joseph Ier du Portugal.

L'une des principales difficultés ressenties par Machado de Castro était le fait que le roi refusait de poser pour la statue. Le sculpteur dut recourir à d'autres représentations du roi, notamment celle sur les monnaies royales, et décida d'accentuer le casque à plumes afin de détourner l'attention du visage. Le moulage a eu lieu le 15 octobre 1774 , ayant la particularité d'être l'un des premiers moulages d'une statue de taille monumentale réalisée avec une seule fonte de cuivre. Le 15 mai 1775, Joseph Ier accompagné de la reine Marie-Anne-Victoire d'Espagne, se rendirent à la Maison de la fonderie (Casa da Fundição) pour voir la statue en construction, la reine aurait commenté : « Le visage du personnage est hideux » , les sculpteurs expliquèrent alors à Leurs Majestés que cela était dû à un éclairage insuffisant et au fait que la statue n'avait pas encore perdu son éclat. Le lendemain, la Maison de la Fonderie ouvrait ses portes à toutes « personnes distinguées et civilisées » pour la voir également. De grandes foules firent le déplacement pour voir le travail au cours des quatre jours précédant son inauguration.

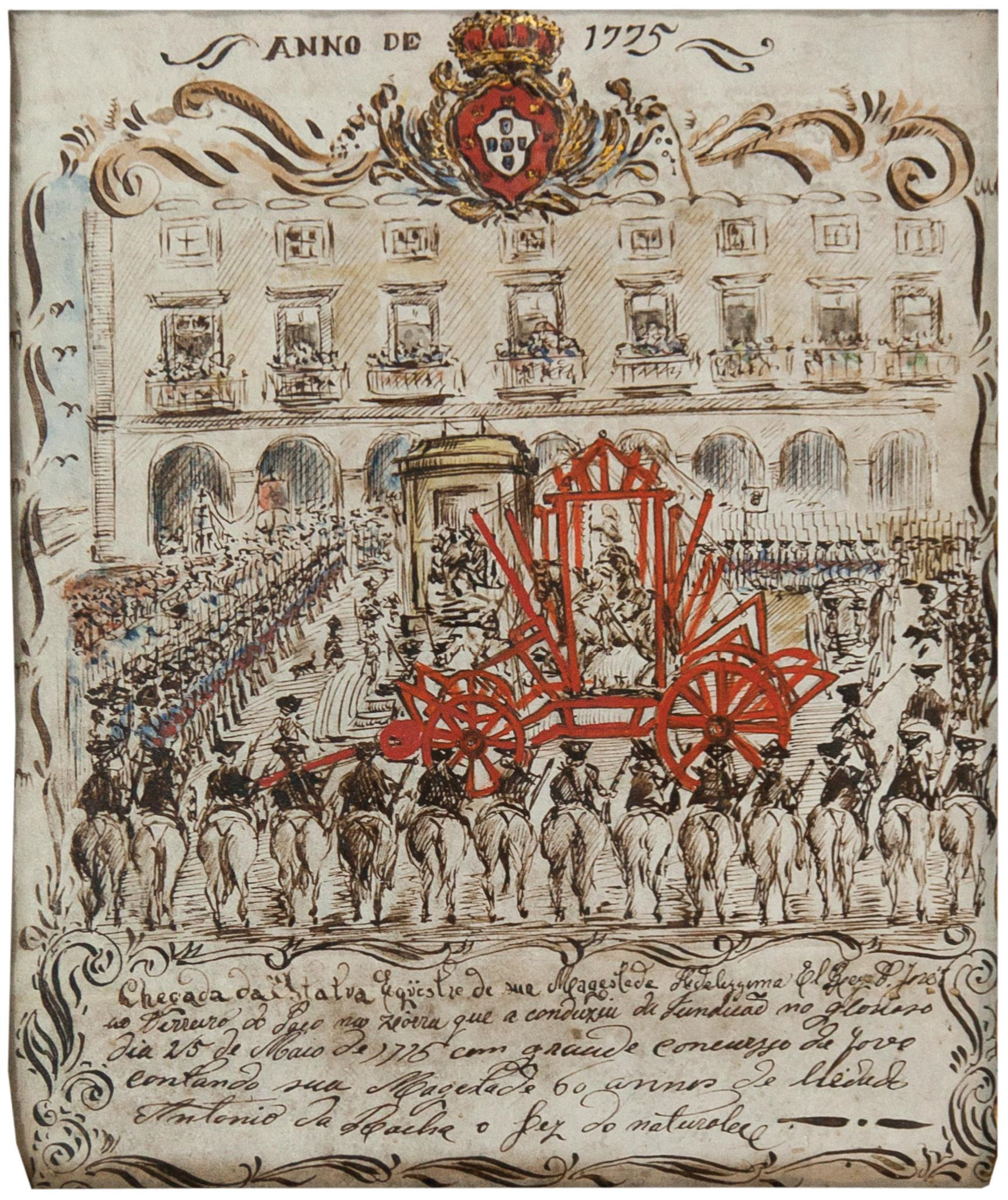
L'arrivée de la statue équestre de Joseph I^{er} sur la Praça do Comércio, le 25 mai 1775.

La statue fut transportée de la fonderie à la Praça do Comércio, encore inachevée, le 25 mai 1775, son inauguration tombant dans le cadre des festivités du 61e anniversaire du roi, le 6 juin.

## Description
Le roi est représenté regardant vers sa droite, aligné dans la direction du cheval, qui lève sa patte avant droite. Les pieds du cheval écrasant des serpents sur son passage, la statue fait face au Tage. Le monument se situe devant l'arc de la Rua Augusta, ce qui intensifie la représentation du pouvoir royal. La face avant du piédestal en pierre calcaire, représente les armoiries royales du Portugal et dans un médaillon le buste sculpté du marquis de Pombal, principal ministre du roi Joseph Ier et acteur de la reconstruction de Lisbonne après le tremblement de terre de 1755. Le côté gauche du monument représente un éléphant et la déesse antique Fama avec une trompette personnifiant la Renommée. Le côté droit lui représente un cheval avec une figure allégorique du triomphe.
Le piédestal et le cheval sont conçus par Reinaldo Manuel dos Santos, l'ensemble du piédestal et de la statue mesure un total de 14 mètres de hauteur.

## Galerie

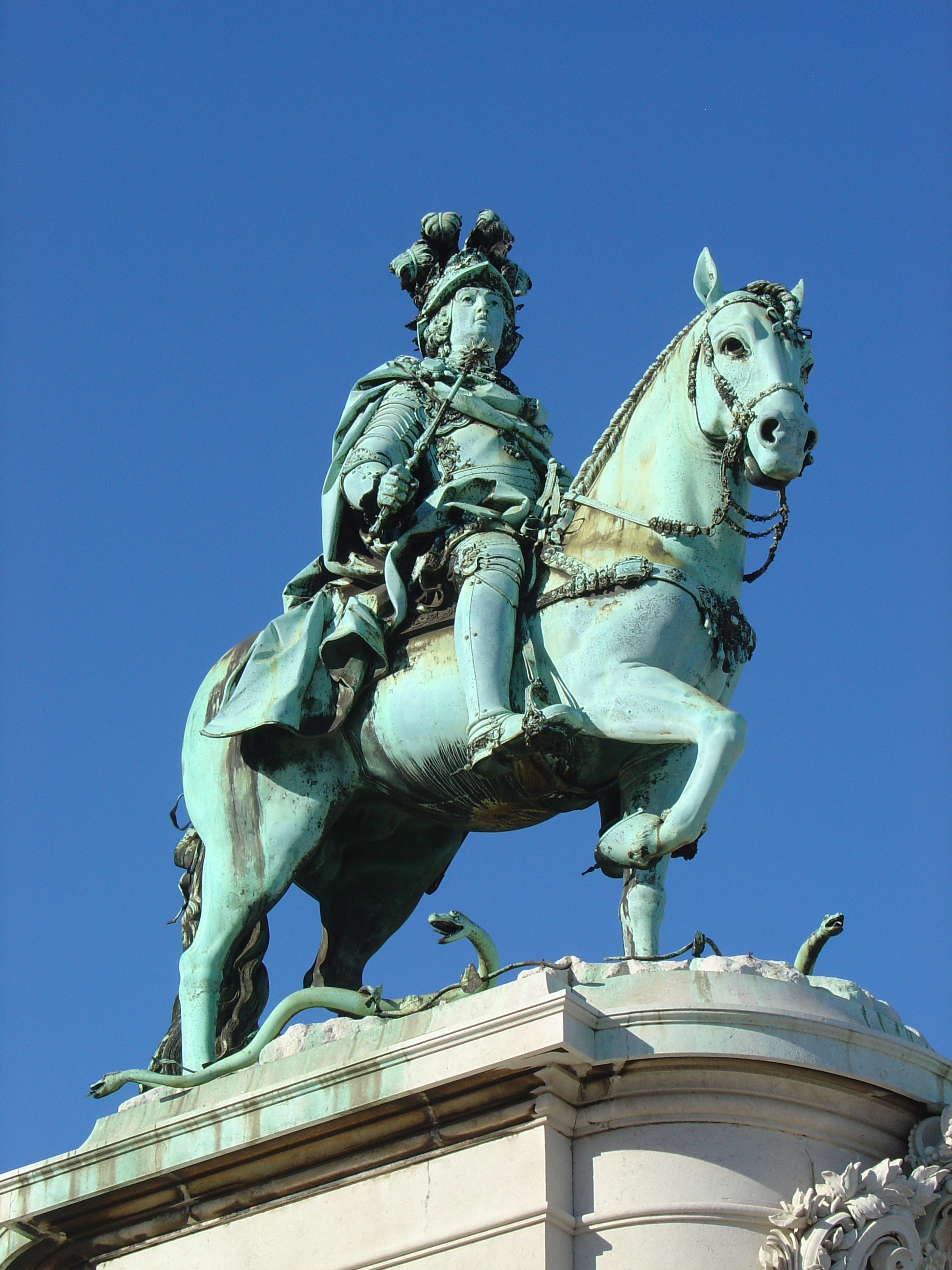
La statue équestre.
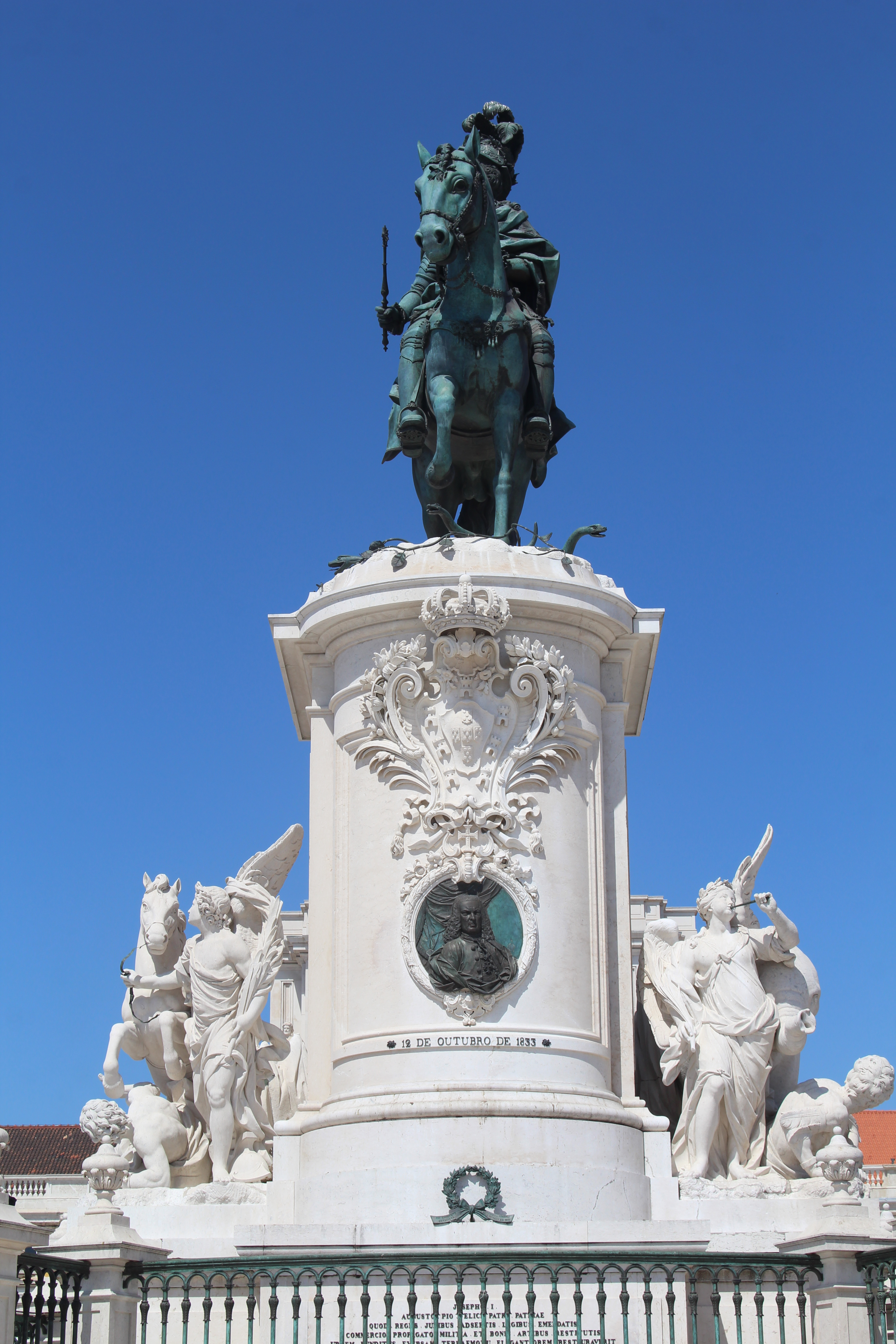
Vue de face du monument.
Tribunal du Terreiro do Paço, Lisbonne. Musée national des carrosses, José Ciríaco. La Praça do Comércio en 1794.
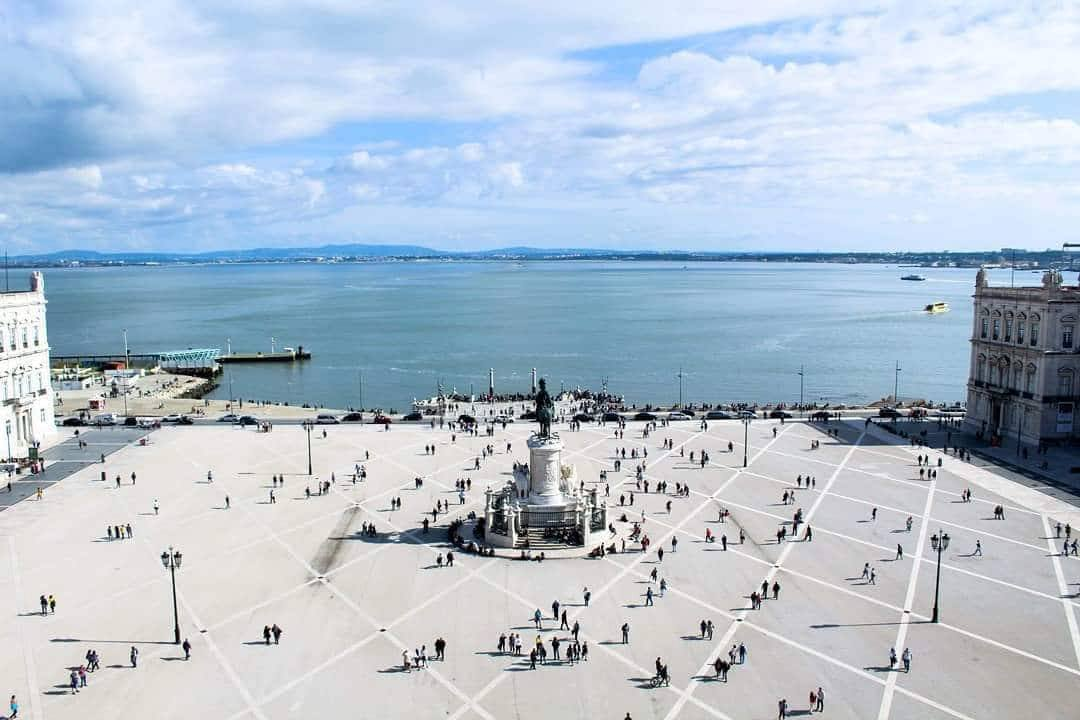
Le monument positionné face au Tage.
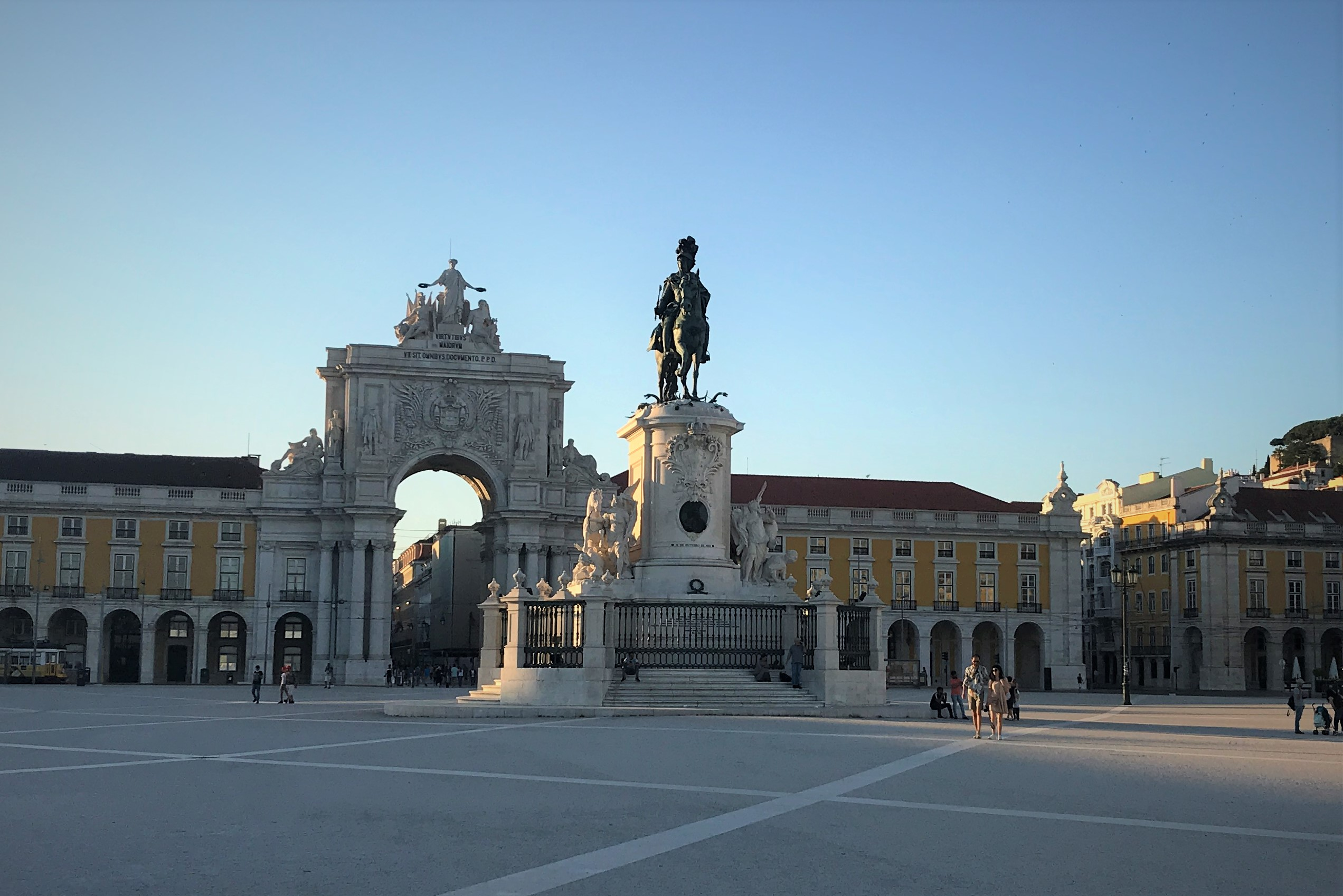
La statue équestre de Joseph Ier et derrière l'Arc de triomphe de la rue Augusta.
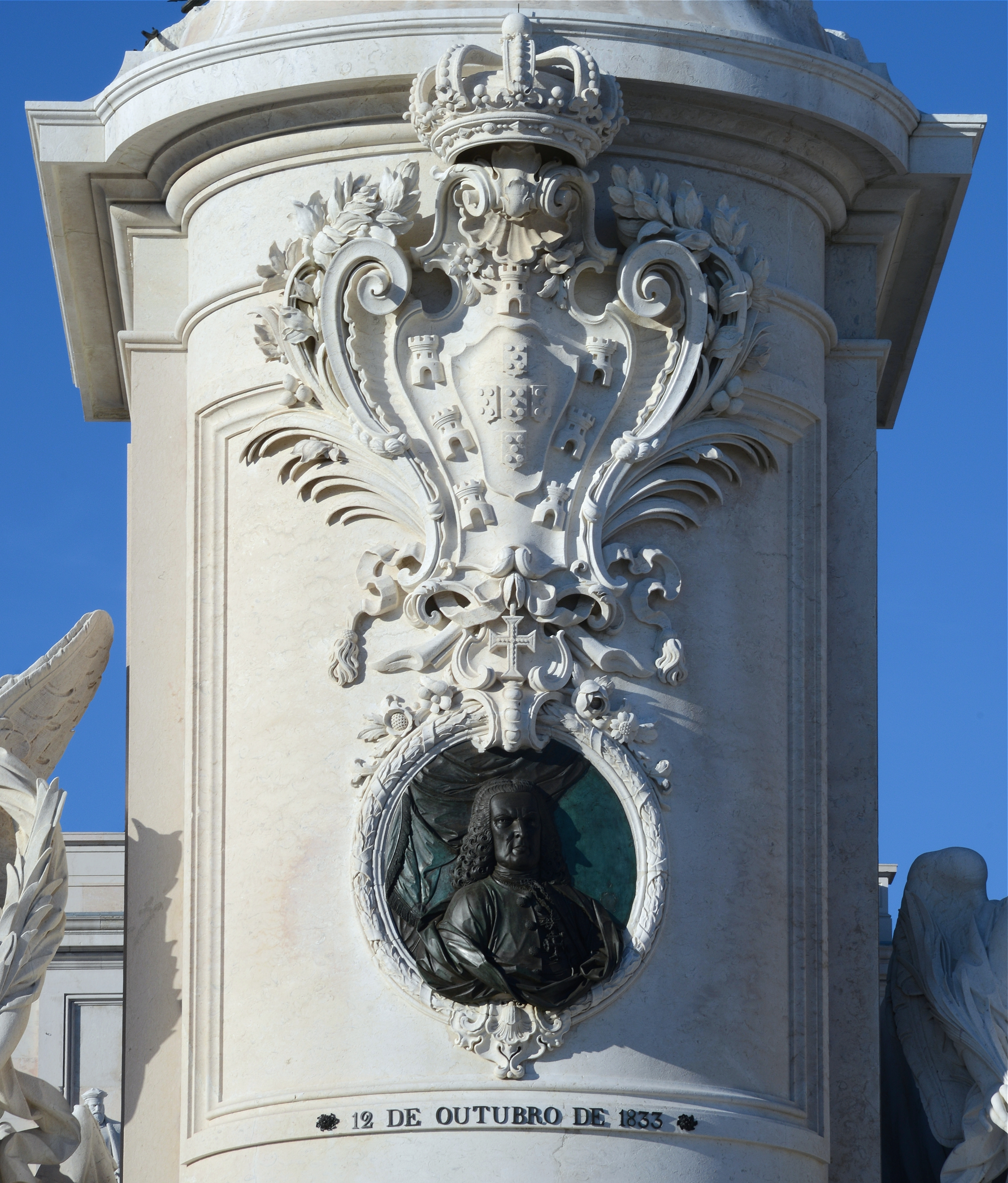
Armoiries royales du Portugal et le buste sculpté dans un médaillon en bronze à l'effigie du marquis de Pombal.
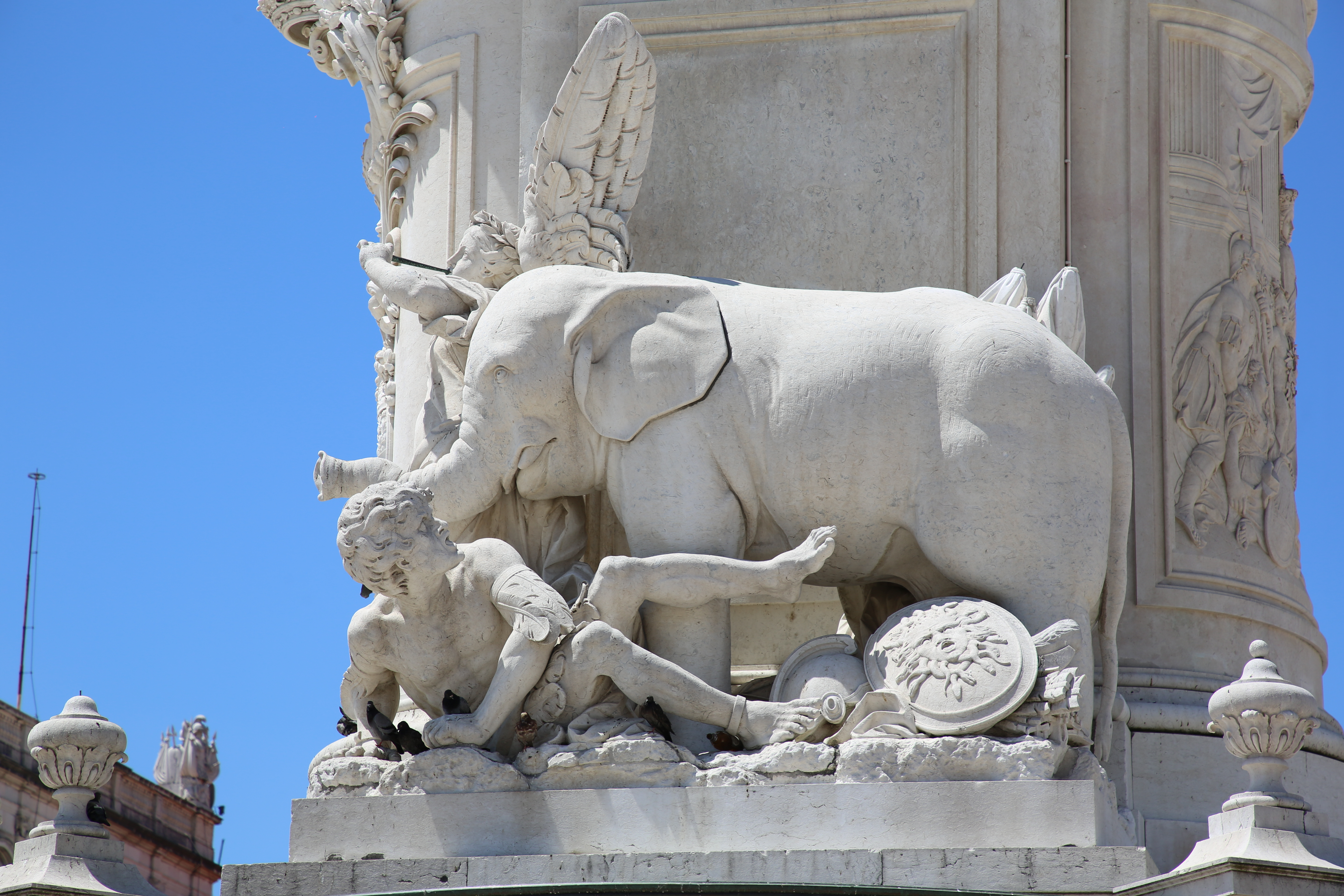
Côté gauche : figure allégorique de la renommée.
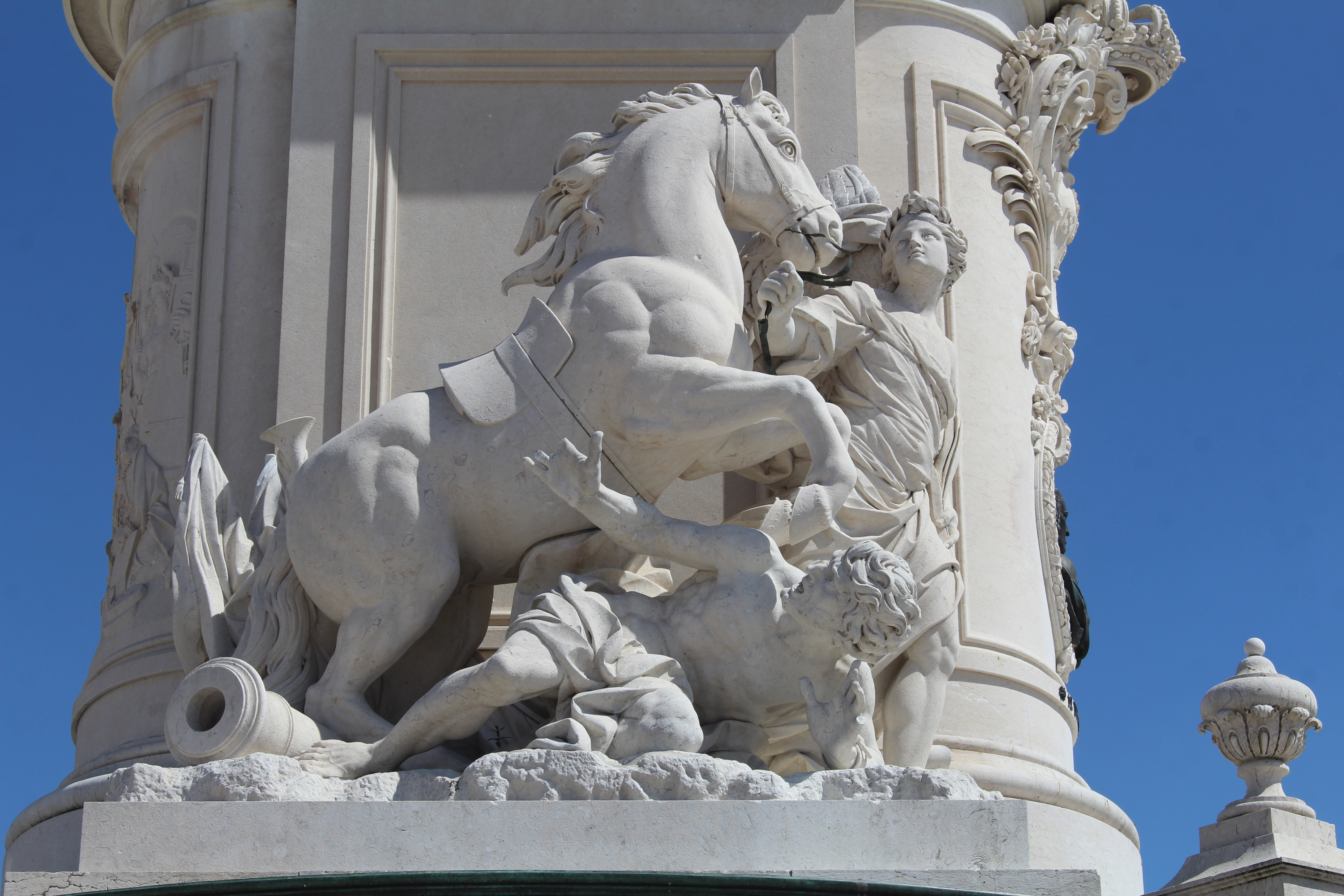
Côté droit : figure allégorique du triomphe.